# Инвалиды духа (фильм)
«Инвалиды духа» (1915) — художественный немой фильм Петра Чардынина. Фильм вышел на экраны 29 сентября 1915 года.
Фильм не сохранился. 

## Сюжет
Сюжет изложен в журнале «Кинема» (1915).
Брак для Елизаветы Николаевны сложился несчастливо. Муж Борис Ефимович любит её, но мучает ревностью. 
Елизавета встречается с другом детства Андреем Колтановским. Он раньше был влюблён в неё, но не признался в своих чувствах и уехал за границу. Он дружит с братом Лизы, который читает ему письма сестры, полные грусти и утомления жизнью. 
Лиза две недели живёт у брата, где встречается с Колтановским. После возвращения домой муж обнаруживает в ней перемену и просит больше не гостить у брата. Слабая женщина подчиняется ему.
Колтановский просит её воспрянуть духом и уйти от мужа. Елизавета страдает и заболевает. Однако она находит силы уйти к Андрею. 
Борис Ефимович заболевает после ухода жены. Елизавета по просьбе его лечащего врача возвращается к мужу. Колтановский приезжает к Лизе в момент приступа у Бориса Ефимовича. Лечащий доктор отсутствует, и Елизавета просит Колтановского (врача по профессии) сделать укол морфия. Он делает укол с заведомо смертельной дозой морфия. Борис Ефимович умирает, не приходя в сознание. 
Прошёл год, Елизавета с надеждой смотрит в будущее, ожидая венчания с Андреем. Однако Колтановского мучают угрызения совести.   
В день венчания с Елизаветой он кончает жизнь самоубийством, приняв яд. Сияющая от счастья Елизавета спешит к жениху, но находит его остывающий труп.

## В ролях
| Актёр             | Роль                             |
| ----------------- | -------------------------------- |
| Арсений Бибиков   | Борис Ефимович                   |
| Лидия Коренева    | Елизавета Николаевна, его жена   |
| Александр Вырубов | Андрей Колтановский, её любовник |
| Павел Бирюков     | доктор                           |

## Критика
Обозреватель журнала «Проектор» (1915) писал, что «первые две части … показали самым убедительным образом, что изображение самых тонких душевных переживаний, лишённых каких бы то ни было резких проявлений … в состоянии приковать внимание». При этом он считал, что к концу фильма впечатление ослабляется.
Историк дореволюционного кино Вениамин Вишневский высоко оценивал кинокартину: «Заслуживающая внимания попытка создания психологического фильма, с замедленным действием; одна из первых попыток использования принципов „чеховской“ драматургии в кино».
Историк кинематографа C. Гинзбург отмечал, что «это (как писали рецензенты) „пьеса чеховского типа с безвольными героями“». Он относил картину к фильмам «психологического направления, в которых анализ душевных переживаний героев также не отрывался от изображения конкретной жизненной среды, быта».